# ویرجین استرالیا رجیونال ایرلاینز
ویرجین استرالیا رجیونال ایرلاینز (به انگلیسی: Virgin Australia Regional Airlines) یک شرکت هواپیمایی با کد یاتا VA است که در تاریخ ۱۹۶۳ میلادی تأسیس شده است. دفتر مرکزی ویرجین استرالیا رجیونال ایرلاینز در پرت، استرالیا واقع شده‌است و قطب این شرکت هواپیمایی در فرودگاه پرث قرار دارد و به ۲۴ مقصد، پرواز مستقیم انجام می‌دهد.